# Кале (цыгане)
Кале́ (цыг. Kale, букв. перевод смуглые, чёрные, единственное число кало) — самоназвание одной из «больших» групп цыган. Территория проживания: Испания, Португалия, Латинская Америка, юг Франции, встречаются также в странах Северной Америки и Северной Африки. Делятся на испаноязычных (известных также как кало́с и хита́нос) и португалоязычных (кало́нс). Говорят на диалектах, образованных от испанского и португальского языков при помощи вкраплений цыганской лексики и элементов цыганской грамматики, что является следствием длительной кампании принудительной ассимиляции. Традиционно исповедуют католичество, в XX веке многие кале стали также евангелистами.
Художественная культура кале является одной из двух самых известных в мире цыганских культур благодаря музыкально-танцевальному жанру фламенко, в возникновение, развитие и популяризацию которого они внесли огромный вклад. Костюм для исполнения танцев фламенко происходит от традиционной одежды цыган-кале.

## Названия
Кале Северной Африки другие кале называют прозвищем «мавры».
Самоназвание кале (вариант каале) носят также цыгане Финляндии и Великобритании, но по культуре они ближе к рома и синти.
В старину рома также иногда называли себя кале, но во второй половине XX века это слово стало употребляться цыганами по отношению к выходцам из мусульманских стран.
Гитана, от испанского gitana (хитана), то есть «цыганка»,  — слово, обозначающее испанскую цыганку, танец испанских цыган или исполнительницу таких танцев.
С этнографической и лингвистической точки зрения от кале отличаются эрроминчела — группа цыган, проживающих в Стране басков.